# Xenimpia
Xenimpia is een geslacht van vlinders van de familie spanners (Geometridae), uit de onderfamilie Ennominae.

## Soorten
- X. albicaput Fletcher D. S., 1956
- X. angusta Prout, 1915
- X. burgessi Carcasson, 1964
- X. clenchi Viette, 1980
- X. conformis (Warren, 1898)
- X. crassimedia Herbulot, 1996
- X. crassipecten Herbulot, 1961
- X. chalepa Prout, 1915
- X. dohertyi Herbulot, 1961
- X. erosa Warren, 1895
- X. fletcheri Herbulot, 1954
- X. flexuosa Herbulot, 1996
- X. hecqi Herbulot, 1996
- X. hyperbolica Swinhoe, 1884
- X. informis (Swinhoe, 1904)
- X. kala Herbulot, 1973
- X. karischi Herbulot, 1996
- X. lactesignata (Warren, 1914)
- X. loile Carcasson, 1964
- X. luxuriosa Herbulot, 1961
- X. maculosata (Warren, 1897)
- X. misogyna Carcasson, 1962
- X. opala Carcasson, 1964
- X. sillaria (Swinhoe, 1904)
- X. soricina Herbulot, 1973
- X. spinosivalis Herbulot, 1996
- X. tetracantha Herbulot, 1973
- X. transmarina Herbulot, 1961
- X. trizonata (Saalmüller, 1891)
- X. vastata Herbulot, 1996